# Zaluzania
Zaluzania, biljni rod kojemu pripada desetak vrsta glavočika iz Meksika, Novog Meksika i Arizone.
Vrste ovoga roda su trajnice i grmovi koji rastu po planinama Meksika na visinama od 1700 do 4000 metara.
Za rod nema nikakvih poznatih narodnih imena, osim za dvije vrste:  Z. triloba (hierba amargosa) i  Z. Augusta (caxtidani, cenicillo, hierba blanca i limpia tunas).

## Vrste
1. Zaluzania augusta (Lag.) Sch.Bip.
2. Zaluzania delgadoana B.L.Turner
3. Zaluzania discoidea A.Gray
4. Zaluzania durangensis B.L.Turner
5. Zaluzania grayana B.L.Rob. & Greenm.
6. Zaluzania megacephala Sch.Bip.
7. Zaluzania mollissima A.Gray
8. Zaluzania montagnaefolia Sch.Bip.
9. Zaluzania parthenioides (DC.) Rzed.
10. Zaluzania pringlei Greenm.
11. Zaluzania subcordata W.M.Sharp
12. Zaluzania triloba (Ortega) Pers.